# دکتر اوباش
دکتر اوباش (انگلیسی: The Mob Doctor) یک درام تلویزیونی آمریکایی که بوسیله شبکه فاکس سال ۲۰۱۲ تا ۲۰۱۳ پخش می‌شد.